# Afasie
Afasie is een term afgeleid van het Griekse aphatos, wat ‘geen spraak’ betekent. Afasie wordt omschreven als “een verworven taalstoornis, veroorzaakt door focaal (plaatselijk) hersenletsel dat ontstaat nadat de taal verworven is”. 
De taalstoornis komt voor in zowel het spreken, het begrijpen van gesproken taal, het lezen, gebaren en/of schrijven. De stoornis zorgt voor beperkingen in communicatie. Omdat communicatie heel belangrijk is in het dagelijks leven, heeft afasie en grote invloed hierop. Niet alleen voor de persoon met afasie, maar ook voor de mensen in zijn omgeving. Afasie kan de sociale participatie van een persoon beïnvloeden. Afasie beïnvloedt niet alleen de taal en de communicatie, maar gaat vaak samen met stoornissen in niet-talige cognitieve vaardigheden zoals abstract redeneren, visueel geheugen, visuele perceptie en constructieve praxis, executief functioneren, aandacht, concentratie en informatieverwerkingscapaciteit.
De wetenschap die zich bezighoudt met het taal- en spraakgebrek ten gevolge van een hersenletsel heet afasiologie.

## Prevalentie
In België en Nederland leven + 54 000 mensen met afasie.
Ongeveer 30% van de mensen die een beroerte of cerebrovasculair accident (CVA) heeft, krijgt ook afasie. Elk jaar komen er in België en Nederland samen ongeveer 14 000 mensen met afasie bij, dat zijn ongeveer 38 mensen per dag. Het risico op afasie neemt toe 1) met leeftijd (4% per levensjaar), 2) met de ernst van de beroerte, 3) met letsels in de linker hemisfeer en 4) met ernstige slagaderverkalking (atherosclerose) als oorzaak van de beroerte. Van de andere oorzaken (trauma, tumor of ontsteking) van afasie zijn geen prevalentie- of incidentiecijfers bekend.

## Oorzaken
Er zijn verschillende oorzaken waardoor hersengebieden die betrokken zijn bij de taalverwerking beschadigd kunnen raken:
- Beroerte of CVA (bij 85% van personen met afasie)
- Trauma
- Hersentumor
- Ontsteking/infectie
- Intoxicaties en vitaminedeficiënties
- Neurodegeneratieve stoornissen

## Fasen van herstel
Er kunnen drie fasen in het herstel van afasie onderscheiden worden:
- Acute fase (de eerste 2 weken): De cliënt is in deze fase vaak nog niet medisch stabiel en is uitgebreid testen zinloos, omdat het taalgedrag snel kan veranderen. De logopedist kan de communicatiemogelijkheden van de cliënt observeren en kan de naasten en collega’s informeren over afasie en communicatie.
- Revalidatiefase (tot 6 maanden na het ontstaan van de afasie): In deze fase vindt het grootste herstel plaats. Dit herstel is niet bij iedereen hetzelfde, sommige functies kunnen spontaan goed en snel herstellen en andere functies kunnen met training verder verbeteren zoals cognitieve functies waar de taalfuncties onderdeel van zijn.
- Chronische fase (vanaf 6 maanden na het ontstaan van de afasie): In deze fase treden geen grote veranderen meer op in de taalfuncties, hoewel ze nog wel kunnen verbeteren. Nieuwe vaardigheden of compensatietechnieken kunnen nog aangeleerd worden. De communicatie kan nog verbeteren en de zelfredzaamheid kan nog vergroten, ook jaren na het ontstaan van de afasie.

## Kenmerken
Het taalgebruik van een persoon met afasie wijkt zowel in de productie (spreken of schrijven) als in het begrip (horen of lezen) af van een persoon zonder taalstoornis. De personen met afasie verschillen onderling van elkaar in de manier waarop de taal gestoord is. Afasie heeft niet alleen een invloed op de taal, maar geeft ook beperkingen in de communicatie en de activiteiten en participatie in het alledaagse leven.

### Taal
De symptomen van afasie in het taalbegrip kunnen zich manifesteren op de volgende manieren:
- moeite hebben om spraakklanken of letters te herkennen, te identificeren en vast te houden
- het aangeboden woord fout begrijpen en vervangen door een woord dat erop lijkt zoals bijvoorbeeld peer in plaats van beer
- de betekenis van het woord niet begrijpen en soms een verwante of niet-verwante betekenis bij een woord oproepen zoals bijvoorbeeld tafel wordt begrepen als stoel of computer
- moeite hebben om ingewikkelde grammaticale structuren zoals bijvoorbeeld passieve zinnen te begrijpen. Het is bijvoorbeeld heel moeilijk om te weten wie wat doet in de zin ‘de man wordt door de vrouw geschilderd’ (=receptief agrammatisme)
- moeite hebben om een hele tekst te begrijpen of een lang gesprek te volgen

De symptomen in de taalexpressie zijn het meest opvallend. Deze problemen zien we zowel op woordniveau als op zinsniveau:
- Fonologische symptomen: verwisselen, vervangen of een of meerdere letters weglaten, bijvoorbeeld /pafel/ in plaats van /tafel/
- Semantische symptomen: vervangen van betekenisverwante woorden, bijvoorbeeld /vork/ wordt vervangen door /mes/
- Anomie (woordvindingsmoeilijkheden): het niet kunnen oproepen van het woord dat hij op dat moment nodig heeft
- Agrammatisme of telegramstijl: heel langzaam en in korte, eenvoudige zinnen spreken, bijvoorbeeld: “Gisteren, ziekenhuis, toen dokter kijken. Niks gezien. En verpleegster heel vriendelijk.”
- Paragrammatisme: de grammaticale regels niet correct toepassen, bijvoorbeeld: "We weten wel dat we van het intussen van het moe worden van die beslommeringen"

Andere expressieve symptomen zoals 
- Stereotypen: gebruik van eenzelfde woord of zin, bijvoorbeeld: “Ik weet het niet” of vloeken;
- Taalautomatismen: steeds eenzelfde woord of woordgroep gebruiken zonder dat dit communicatief passend is, bijvoorbeeld: “Wat dat betreft.” Of “Van de bakker";
- Recurring utterances: een zinloze aaneenrijging van klanken gebruiken, bijvoorbeeld: “Mosje, mosje, mosje”;
- Echolalie: woorden of zinnen van de gesprekspartner herhalen. Dit is meestal een letterlijke herhaling met hetzelfde intonatiepatroon, bijvoorbeeld: “Bent u vandaag naar de dokter geweest?” “Dokter geweest";
- Perseveratie: een woord of woordenreeks blijven hernemen, en erin vastzitten, bijvoorbeeld: “Woont u in Antwerpen?” “Nee, in Antwerpen, in Antwerpen hé! In Antwe nee in Antwerpen het is niet in Antwerpen.” “In Gent?” “Ja".

### Dagelijkse leven
De impact van afasie op het deelnemen aan dagelijkse activiteiten kan in kaart gebruikt worden met modellen zoals het International Classification of Functioning of A-FROM (Living with Aphasia: Framework for Outcome Measures).

## Afasiesyndromen

De centra van Broca en Wernicke

Afasie kan zich manifesteren in verschillende syndromen afhankelijk van de plaats en grootte van het letsel. Bepaalde clusters van symptomen komen vaker voor dan andere. Deze clusters worden geclassificeerd als ‘afasiesyndromen’ of ‘klassieke afasietypen’.
Het voordeel van het classificatiesysteem is dat er snel kan gecommuniceerd worden over een aanwezige cluster én over de veronderstelde lokalisatie van het letsel. Het nadeel is dat zuivere types weinig voorkomen waardoor de taalsymptomen niet volledig te classificeren zijn binnen één syndroom.
In een classificatiesysteem worden de taalsymptomen geordend op basis van de vloeiendheid van spreken, het taalbegrip, het naspreken en  worden de symptomen gekoppeld aan een lokalisatietheorie.
Het classificatiesysteem bestaat uit acht afasiesyndromen waarbij er een onderscheid wordt gemaakt tussen niet-vloeiende afasie en vloeiende afasie.

### Niet-vloeiende afasieën
- Afasie van Broca of expressieve afasie: Mensen met deze aandoening begrijpen taal beter dan dat ze taal kunnen voortbrengen. De voornaamste kenmerken zijn een stotterende, niet-vloeiende spraak in telegramstijl. Deze mensen spreken in korte, eenvoudige zinnen en herhalen is meestal verminderd. De oorzaak hiervan ligt in een beschadiging van het gebied van Broca of het motorische spraakcentrum (centrum van Broca).
- Transcorticale motorische afasie: Deze vorm van afasie lijkt op de afasie van Broca met het verschil dat herhaling van taal vaak intact is gebleven. Een persoon met afasie spreekt vloeiender bij herhaling dan bij spontaan spreken. Personen met dit soort afasie hebben moeite om spraak te initiëren en herhalen vaak woorden of zinnen van hun gesprekspartner (echolalie).[3] De oorzaak van deze vorm kan ook buiten het centrum van Broca liggen, in de motorische schors en in de verbindingen tussen het centrum van Broca en de motorische schors.
- Globale afasie: Dit is het ernstigste subtype van afasie. De personen met globale afasie hebben problemen met alle aspecten van taal. Andere modaliteiten zoals gezichtsuitdrukkingen en gebaren kunnen wel worden gebruikt om basisbehoeften en gevoelens over te brengen. Het begrip is aanzienlijk aangetast, zelfs op woordniveau en de gesproken output is ernstig beperkt. Spontane spraak, benoemen en herhalen zijn vaak beperkt tot terugkerende uitingen (bijvoorbeeld “nuh, nuh, nuh”; delen van spraak “ik wil”). Globale afasie wordt geassocieerd met grote beschadigingen in de linkerhersenhelft, in het gebied van Broca en het gebied van Wernicke.
- Gemengde transcorticale afasie: Deze vorm van afasie lijkt op globale afasie waarbij zowel het taalbegrip als de taalproductie is verstoord. De herhalingsvaardigheden zijn bij gemengde transcorticale afasie wel bewaard. De beschadigingen in de hersenen zijn meestal groot en bevinden zich in de waterscheidingsgebieden die de gebieden van Broca en Wernicke omgeven. De gebieden van Broca en Wernicke blijven intact, maar taalherkenning en -productie lijken geïsoleerd te zijn van intenties die elders in de hersenen worden gegenereerd.

### Vloeiende afasieën
- Afasie van Wernicke (receptieve afasie): Mensen die hieraan lijden kunnen beter taal produceren dan begrijpen. Deze vorm van afasie wordt gekenmerkt door vloeiend spreken in combinatie met aanzienlijke beperkingen in taalbegrip, benoemen en herhalen. [3] De woorden die ze gebruiken bestaan afzonderlijk, maar uiteindelijk is de zin vaak betekenisloos. Foutbewustzijn is vaak slecht door het beperkte auditieve begrip, waardoor communicatie minder effectief is dan bij personen met afasie van Broca. Lezen en schrijven zijn vaak aanzienlijk gestoord. Afasie van Wernicke wordt meestal geassocieerd met schade aan het gebied van Wernicke samen met aangrenzende temporale en pariëtale gebieden.
- Transcorticale sensorische afasie: deze vorm van afasie lijkt op de afasie van Wernicke met het verschil behalve dat herhaling van taal vaak intact is gebleven. Dit type afasie wordt geassocieerd met beschadigingen rond het gebied van Wernicke, tussen de hersengebieden die worden gevoed door de middelste cerebrale slagader en de achterste cerebrale slagader.
- Geleidingsafasie of conductafasie: Personen met deze aandoening kunnen vloeiend taal produceren, maar kunnen niet herhalen wat zij kort daarvoor hebben gehoord. Ze hebben een relatief goed taalbegrip en milde tot matige benoemingsstoornissen.[3] Dit is een afasie die is ontstaan door beschadiging van de verbinding tussen de centra van Broca en Wernicke, de linker fasciculus arcuatis[3]. Recenter onderzoek wijst echter op de betrokkenheid van temporopariëtale gebieden.
- Anomische afasie: Deze vorm van afasie typeert zich door problemen bij het vinden van de juiste woorden. Er zijn verder geen andere diepgaande uitgebreide en expressieve tekortkomingen. Mensen met deze vorm van afasie kunnen vaak wel in vloeiende zinnen spreken tot ze op een woordvindprobleem stuiten. Letsels kunnen zich overal in het taalnetwerk van de linkerhersenhelft bevinden, inclusief subcorticale gebieden.

Recente wetenschappelijke studies tonen aan dat er geen perfect afasieclassificatiesysteem bestaat. Het komt vaak voor dat het taalstoornisprofiel niet mooi binnen een van de goed gedefinieerde afasiesyndromen past. Zelfs als personen met afasie wel binnen een specifiek profiel passen, kunnen ze toch aanzienlijk verschillen van elkaar. 

## Diagnostiek
Afasie is in veel gevallen slechts een van de symptomen als gevolg van het hersenletsel. De diagnostiek en de behandeling van afasie dient dan ook bij voorkeur in multidisciplinair teamverband te worden uitgevoerd. Volgende professionals kunnen deel uitmaken van het team:
- Logopedist: inventarisatie van informatie die van invloed kan zijn op de diagnostiek en behandeling van de afasie;
- Neuropsycholoog: voert het neuropsychologisch onderzoek uit, wat belangrijk is bij de diagnostiek van niet-talige cognitieve stoornissen;
- Ergotherapeut: kan betrokken worden bij het beoordelen van het neuropsychologisch functioneren;
- Klinisch linguïst: kan betrokken worden voor de afname en interpretatie van een spontaan spraakstaal en ook bij het plannen en evalueren van een cognitief linguïstische therapie.
- Revalidatiearts
- Neuroloog
- Verpleegkundige

In de diagnostische fase brengt de logopedist de ernst en de aard van de afasie in kaart; zowel de stoornissen op functieniveau als de beperkingen op activiteiten- en participatieniveau. Er zijn meetinstrumenten voor zowel de acute, de revalidatie- als de chronische fase. Er zijn meer meetinstrumenten die de stoornissen op functieniveau (of stoornisniveau) bepalen dan meetinstrumenten die de beperkingen op activiteiten- en participatieniveau in kaart brengen. Het is aan de logopedist om het juiste meetinstrument te kiezen. 

## Behandeling
Het is essentieel dat personen met afasie en hun naasten goed geïnformeerd worden over afasie, de oorzaak van de afasie en de behandelmogelijkheden. Daarbij is het belangrijk dat de informatie die bedoeld is voor de persoon met afasie, zoals bv. folders, afasievriendelijk zijn. Goed informeren geldt voor alle fasen van herstel, van de acute fase tot de chronische fase.
Personen met afasie moeten intensieve en geïndividualiseerde afasietherapie aangeboden krijgen, die een betekenisvolle impact heeft op de communicatie en het leven van de persoon met afasie en zijn omgeving.
Het kan gaan om stoornisgerichte therapie; compensatietherapie; gesprekstherapie; functionele/participatiegerichte therapie; omgevingstherapie en/of training in communicatieondersteuning; ondersteunende en alternatieve communicatie. Dit kan in individuele therapie, groepstherapie, telerevalidatie en/of computerondersteunde therapie. 
Het grootste taalherstel wordt geassocieerd met een logopedische therapie met een hoge intensiteit, hoge frequentie en dit over een lange periode. Dit is helaas niet voor elke persoon met afasie haalbaar, bijvoorbeeld door andere therapie zoals kinesitherapie. Andere factoren waarmee rekening dient gehouden te worden zijn leeftijd, geslacht, de ernst van de afasie en de periode sinds de beroerte.
Voor de behandeling van afasie zijn er een aantal behandelprogramma’s en materialen voorhanden die de logopedist naar eigen inzicht en aanvoelen kan inzetten. Aangezien een afasiebehandeling maatwerk is, zal niet elk behandelprogramma of materiaal geschikt zijn voor elke cliënt.
Naast de behandeling van de persoon met afasie is het ook belangrijk om de naasten en de zorgverleners te betrekken in het revalidatieproces. Enerzijds door hen te informeren en te ondersteunen met betrekking tot de oorzaken en de gevolgen van afasie, anderzijds door hen te leren communiceren met de persoon met afasie. Communicatiepartnertraining is een belangrijk onderdeel binnen het revalidatieproces.

## Impact
Leven met afasie heeft een grote impact op het leven van zowel de persoon met afasie als op dat van zijn naasten. Onderzoek toont aan dat sociale steun heel belangrijk is. Personen met afasie willen nog altijd een bijdrage leveren aan de maatschappij door bv. opnieuw aan het werk te gaan, vrijwilligerswerk te doen of anderen te helpen. Deze participatie biedt hen een kans om zelfvertrouwen en autonomie te ontwikkelen, vaardigheden te leren, hun gevoel van eigenwaarde te verhogen en eventueel door te stromen naar hogere activiteitenniveaus.
Het is belangrijk dat het bewustzijn rond afasie en communicatiestrategieën bij hulpverleners en het grote publiek vergroot wordt. Dit zou helpen om de participatie van de persoon met afasie te ondersteunen en voor hen het leven makkelijker te maken.